# Vitiligo

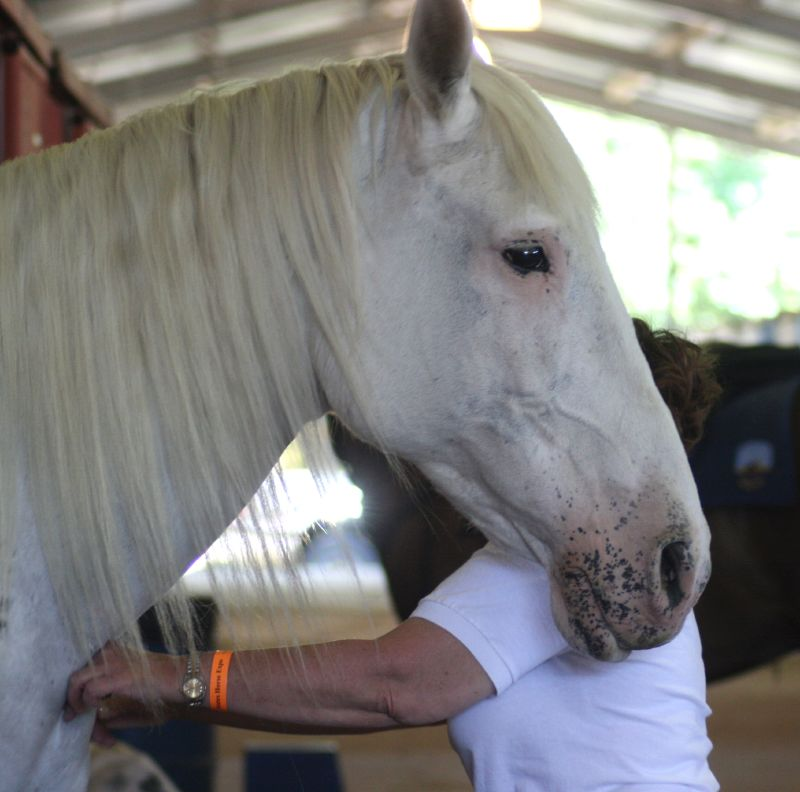
Vitiligo bij een paard

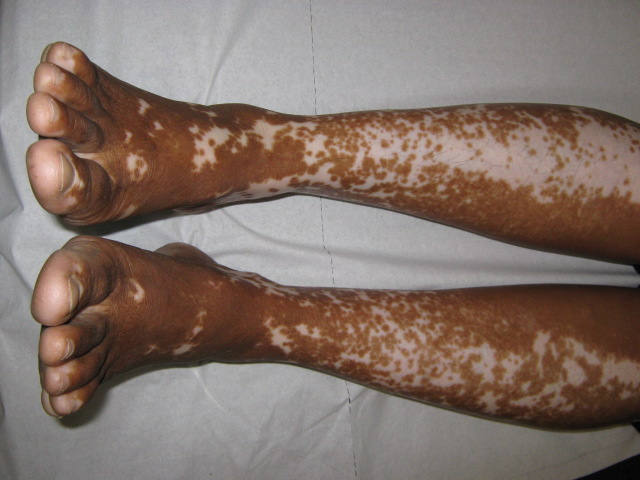
Vitiligo

Vitiligo (soms ook leukoderma genoemd) is een huidaandoening, waarbij bepaalde pigmentafwijkingen optreden vanwege verstoringen in de productie van het huidpigment melanine. De drager van de eigenschap ontwikkelt meer of minder uitgebreide, scherp begrensde maar onregelmatig gevormde plekken waar het huidpigment verdwenen is, vaak symmetrisch verdeeld op het lichaam of de ledematen. Vooral bij mensen met een donkere huid geeft dit een zeer opvallend en (door de drager zelf ervaren als) ontsierend effect en de ongepigmenteerde huid kan in de zon ook makkelijk verbranden. Langs de randen van de plekken vormen zich soms donkere plekken. Dit komt vooral veel voor in de schaamstreek, bij mannen op het scrotum. De donkere plekken veranderen soms van structuur en plaats, en blijven vaak niet stabiel maar blijven meestal wel beperkt tot een bepaald gedeelte van de huid en breiden zich vaak niet verder uit. Vitiligo kan overal op de huid van het menselijk lichaam voorkomen en wordt vaak als een probleem ervaren als het in bijvoorbeeld de gelaatsstreek ontstaat of als er op het lichaam meerdere plekken ontstaan.
Vitiligo over een groot deel van het gehele lichaam komt minder voor. Mensen met deze pigmentafwijking mogen niet te lang blootgesteld worden aan zonlicht aangezien zij minder
beschermd zijn tegen uv-straling.
Vitiligo gaat soms gepaard met auto-immuunziekten, zoals hypothyreoïdie, lichen sclerosus, myasthenia gravis en de ziekte van Addison. Meestal staat de ziekte echter op zichzelf.

## Algemeen kader
Vitiligo is een verworven depigmentatie van de huid, waarbij huidcellen onvoldoende in staat zijn om het aminozuur tyrosine om te zetten in het huidpigment melanine.
De oorzaak is onbekend. Het betreft waarschijnlijk een T-cel gemedieerde, multifactoriële auto-immuunaandoening die leidt tot destructie van melanocyten. De aandoening komt voor bij 0,1 - 2% van de bevolking, ongeacht ras en geslacht. Vitiligo manifesteert zich doorgaans tussen het tiende en dertigste levensjaar. Genetische factoren spelen mogelijk een rol en een associatie met andere auto-immuunaandoeningen is beschreven. De combinatie tussen vitiligo en lichen sclerosus is niet ongebruikelijk. Voorkeurslocaties voor vitiligo zijn de regio anogenitalis, hand, rug, voeten, gelaat, oksels en andere lichaamsplooien. De met vitiligo gepaard gaande depigmentaties kunnen, vooral op de zichtbare delen van de huid, psychisch belastend zijn.

### Lichttherapie
Uv-bestraling is een veelgebruikte therapie voor vitiligo. Hierbij tracht men repigmentatie op te wekken vanuit resterende melanocytenpopulaties in haarzakjes. Deze behandeling is ontstaan vanuit de observatie dat bij zonverbranding weleens gedeeltelijke repigmentatie optrad vanuit de haarzakjes. Indien de behandeling met alleen uv-licht plaatsvindt, zijn de resultaten ronduit teleurstellend. Soms treedt er maar gedeeltelijk repigmentatie op, wat vaak nog ontsierender is dan wanneer het helemaal niet lukt. Combinatiebehandelingen geven veelal een wat beter resultaat. Hierbij kan gedacht worden aan de combinatie van uv-licht met liposomaal verpakte kheline, corticosteroïden of calcineurinremmers. De locatie speelt eveneens een rol met betrekking tot de verwachte resultaten: met name plekken in het gelaat, op de borst of de rug reageren goed op behandeling. Gebieden op de handen of voeten daarentegen zijn vaker therapieresistent.

### Transplantatie
Indien lichttherapie geen effect heeft, kunnen deze hardnekkige plekken met een transplantatie behandeld worden. Hierbij wordt gezonde huid weggehaald en in de plaats van de aangetaste huid aangebracht. Er zijn verschillende transplantatie-technieken in omloop. Uit oogpunt van doeltreffendheid en bijwerkingen wordt sinds kort de voorkeur gegeven aan een blaardaktransplantatie. De zogeheten punch graft biopsy methode is in het verleden vaak in Nederland toegepast, maar heeft vanwege zowel therapeutisch alsook cosmetisch tegenvallende resultaten aan populariteit ingeboet.

### Camouflage
Indien de vitiligo minstens drie jaar stabiel is, is het mogelijk de witte plekjes te pigmenteren met permanente make-up (tatoeage). Dit is vooral mogelijk bij de echte witte en niet al te grote plekken.

### Corticosteroiden of calcineurinremmers
Behandeling met lokale corticosteroïden of calcineurinremmers tracht de immuunrespons te onderdrukken of moduleren.

### Het belang van vitaminen
Klinisch onderzoek heeft uitgewezen dat veel mensen met vitiligo abnormaal lage concentraties foliumzuur, vitamine B12 en vitamine C hebben. Pantotheenzuur (vitamine B5), foliumzuur en vitamine B12 zijn de B-vitaminen die betrokken zijn bij de synthese van het huidpigment melanine.
In een onderzoek kon het gebruik van vitamine B12 (1 mg per dag) en foliumzuur (2 × 5 mg per dag) gedurende (minimaal) drie maanden, in combinatie met blootstelling aan zonlicht, de verspreiding van vitiligo bij 64 van de 100 onderzochte personen stoppen. Het effect was het duidelijkst wanneer vitaminetherapie en zonlicht werden gecombineerd. Bij 52% van de personen trad herpigmentatie op, bij zes zelfs volledig. De onderzoekers gebruikten hoge doses vitamines om een duidelijk effect te zien, maar verwachtten dat ook lagere doseringen effectief kunnen zijn.
Ook ander onderzoek bevestigt het effect van hoge doses foliumzuur en vitamine B12 in combinatie met blootstelling aan zonlicht (uv B).